# Quality Street

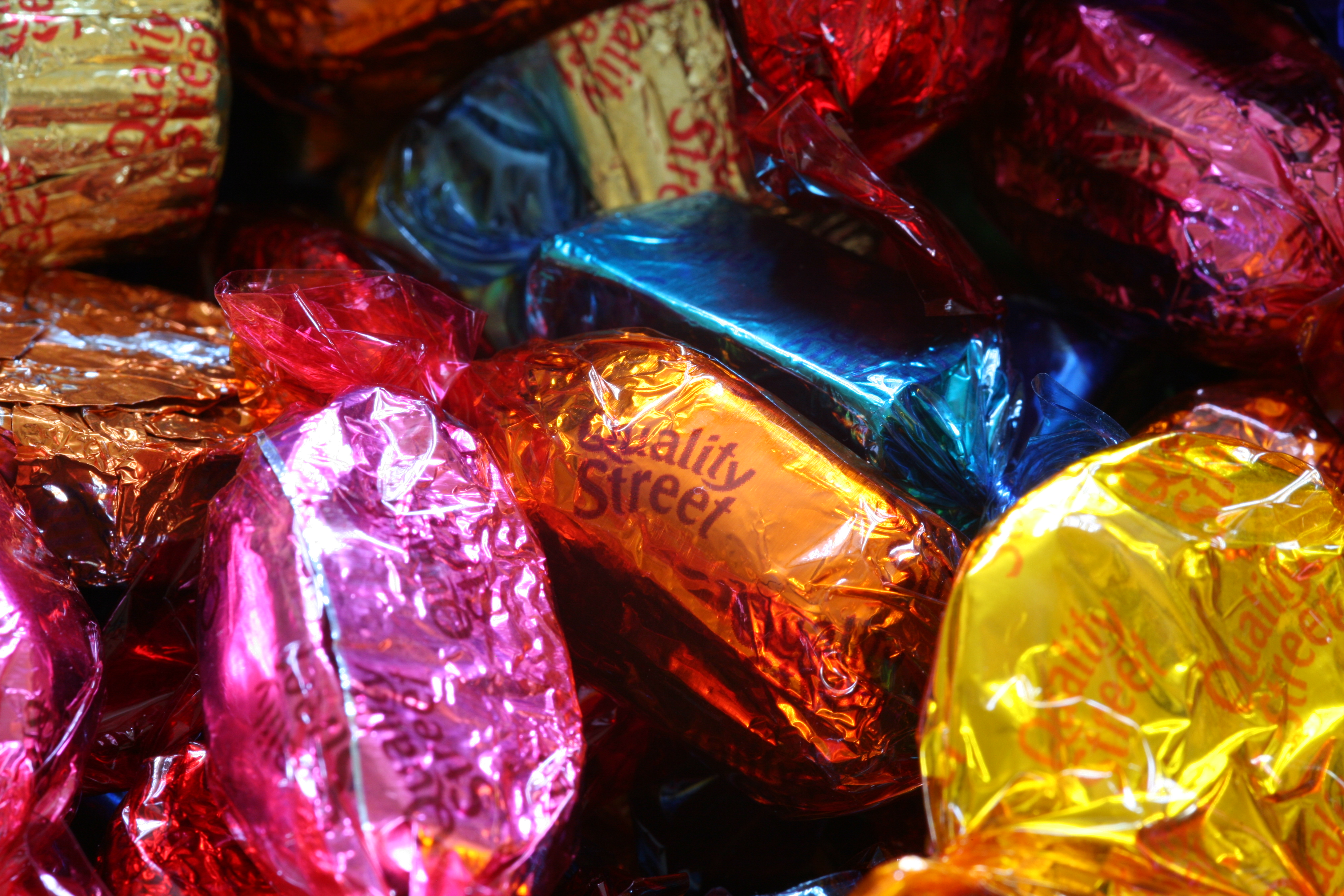
Słodycze Quality Street

Quality Street – mieszanka cukierków toffi, czekoladek i innych słodyczy pakowana w duże pudełka, produkowana przez Nestlé. Po raz pierwszy wyprodukowana w Halifaksie, w Anglii w 1936.

## Historia
W 1890 John Mackintosh, który wcześniej pracował w fabryce bawełny, wraz z żoną otworzył sklep w mieście Halifax. Sprzedawał w nim cukierki własnej receptury, powstałe ze zmieszania twardego toffi z płynnym karmelem. Toffi wykonane były z niedrogich składników pozyskiwanych lokalnie: mleka, cukru, buraków cukrowych i jajek. Produkt okazał się do tego stopnia sukcesem, że w roku 1898 Mackintosh wybudował pierwszą fabrykę cukierków toffi, która spaliła się w 1909 roku, toteż zakupił starą fabrykę dywanów i przerobił ją na nowy zakład. Po śmierci Johna Mackintosha firmę przejął jego syn Harold i w 1936 wynalazł Quality Street. Nazwa pochodziła od sztuki o tym tytule, której autorem był J.M. Barrie.
Na początku lat 30. XX w. tylko ludzie bogaci mogli pozwolić sobie na bombonierki z czekoladkami wytwarzanymi z zagranicznych składników, sprzedawanymi w ekskluzywnych opakowaniach, których koszt był porównywalny z ceną samych słodyczy. Harold Mackintosh rozpoczął produkcję bombonierek w rozsądnej cenie, osiągalnych w ten sposób dla rodzin robotniczych o niskich dochodach. Jego pomysł polegał na pokryciu czekoladą toffi o różnym smaku i sprzedaży wyrobu w tanich, niemniej atrakcyjnych opakowaniach.
Ponieważ oddzielenie każdego z cukierków w osobnym miejscu w bombonierce podnosiło koszty produktu, Mackintosh zdecydował się na owinięcie każdego cukierka w kolorowy papier i umieszczenie cukierków w ozdobnej blaszanej puszce. Do produkcji użył pierwszej na świecie zawijarki, która owijała każdy cukierek oddzielnie. Użycie puszki zamiast kartonowego pudełka powodowało, że aromat słodyczy odczuwalny był natychmiast po otworzeniu pudełka; rozmaite kolory, tekstury, rozmiary i kształty były zaletą produktu, którym mogła rozkoszować się cała rodzina. Quality Street nie była pierwszą bombonierką dla niższych klas, bowiem wcześniej pojawiły się Black Magic i Gold, jednak wpisywała się w ogólny trend.
Od połowy lat 30. aż do końca dekady Wielka Brytania wciąż odczuwała skutki kryzysu gospodarczego i Mackintosh zdawał sobie sprawę, że w trudnym okresie ludzi dręczy tęsknota za starymi, dobrymi czasami. Dlatego też czekoladki Quality Street pakowane były w jaskrawe puszki, na których widniały dwie postaci w XIX-wiecznych strojach, znane jako Miss Sweetly i Major Quality. Postaci te pojawiały się na puszkach aż do roku 2000. Pierwowzorami postaci byli Iris i Tony Coles, dzieci Sydneya Colesa, który zaplanował kampanię reklamową, która pojawiła się na pierwszej stronie Daily Mail z dnia 2 maja 1936.
Podczas drugiej wojny światowej produkcję ograniczono. Z powodu braku farby cukierki zawijano w opakowania o dwóch kolorach. W 1988 roku markę wraz z produkującą słodycze firmą przejęło Nestlé.